# Kodomo no hi

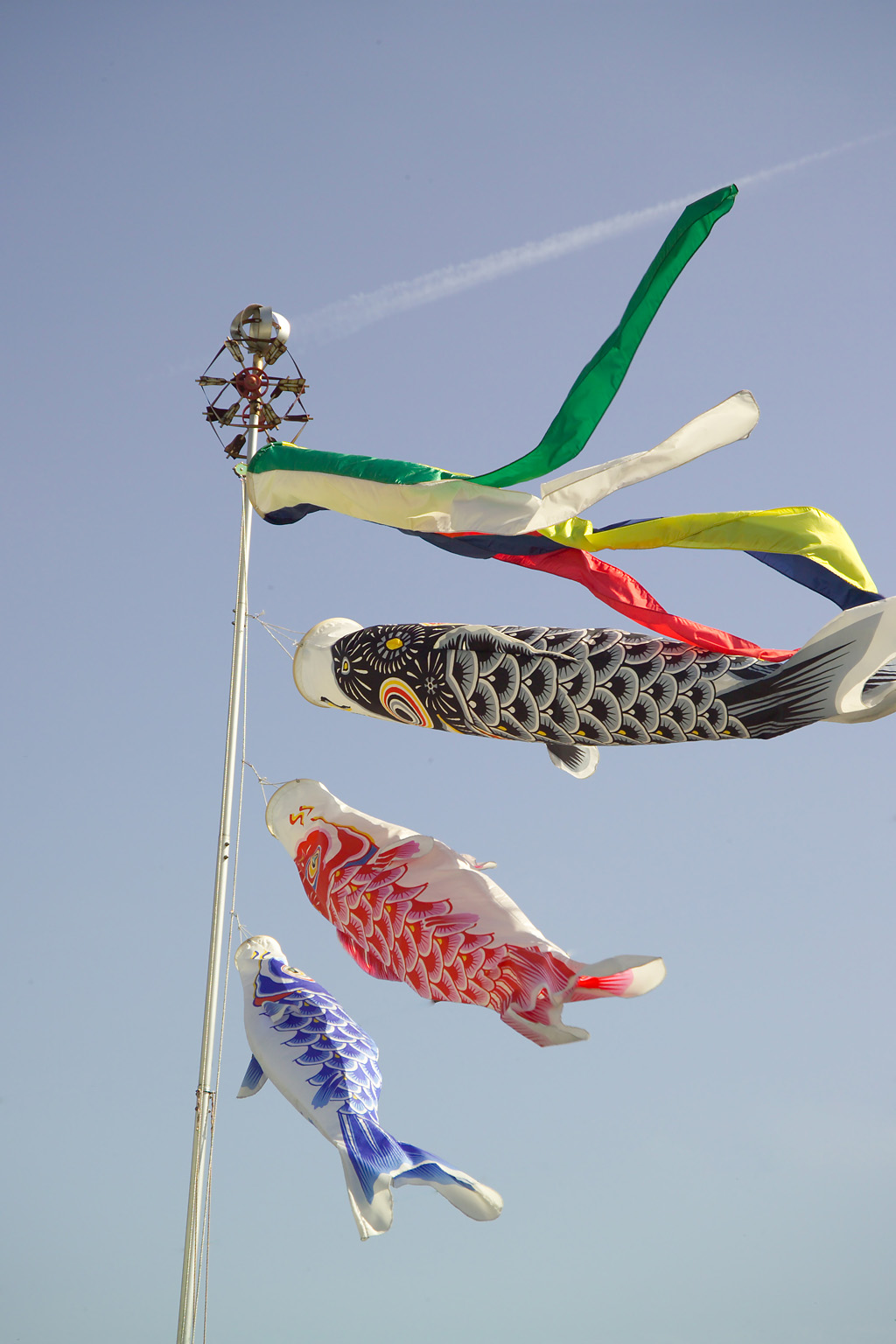
Koinobori (Velký černý kapr na vrcholku představuje otce, druhý – červený představuje matku a další kapři představují syny v pořadí a barvě podle jejich věku – nejvýše je kapr představující nejstaršího syna)

Kodomo no Hi je (japonsky こどもの日 ,znamenající „Den dětí“) je japonský národní svátek, který se slaví 5. května a je součástí tzv. Zlatého týdne. Národním svátkem se stal v roce 1948.

## Tango no Sekku
Tento svátek má název „Den dětí“, patří však spíše chlapcům. Původně se jmenoval Tango no Sekku (japonsky 端午の節句) a slavil se 5. den 5. měsíce lunárního kalendáře. Po přijetí Gregoriánského kalendáře se tento svátek přesunul na 5. května. Podobný svátek se slaví též v Číně, Hongkongu, na Tchaj-wanu a v Macau jako svátek Duanwu nebo svátek Duen Ng (v kantonské čínštině), v Koreji jako svátek Dano, ve Vietnamu pod názvem Tết Đoan Ngọ. Neoficiálním svátkem dívek je svátek Hinamacuri, který je 3. března. Tento svátek však není národním svátkem.
Ačkoli není přesně známo, kdy se tento svátek začal v Japonsku slavit, předpokládá se, že to bylo za vlády císaře Suika (593–628 n. l.).

## Zvyky
Před tímto dnem pověsí rodiny, kde mají chlapce, nad svůj domek barevné kapry z látky. Látkoví kapři, nazývaní koinobori (japonsky 鯉幟), nad střechami vypadají ve větru, jako by pluli proti proudu. Podle pověsti totiž kdysi existoval kapr, který zdolal proti proudu vodopád, nahoře se proměnil v draka a dostal se na nebe. Kapři tak mají symbolizovat nezdolnou životní sílu. Kapři mají různou velikost a barvu. Nahoře je velký černý (nazývaný magoi, japonsky 真鯉), který představuje otce, pod ním je červený kapr (higoi, japonsky 緋鯉), představující matku, a pod nimi menší kapři, představující syny. Těch je tolik, kolik synů v domácnosti žije.
V rodinách se vystavují loutky představující hlavně samuraje, na rozdíl od svátku Hinamacuri, kdy jsou vystavovány panenky představující císařskou rodinu. Někde se také vystavuje postavička samuraje Kintaró jedoucího na velkém kaprovi a tradiční japonská vojenská přilba kabuto (japonsky 兜). Kintaró (japonsky 金太郎) je dětské jméno hrdiny z období Heian Sakaty no Kintoki. Sakata byl podřízeným samurajem Minamota no Raikou, a byl znám svou silou již v dětském věku. Kintaró a kabuto symbolizují silné a zdravé chlapce.
Kolem postaviček se staví kašiwamoči (rýžové koláčky s náplní z červených fazolí azuki, zabalené do dubového listu), čimaki (rýžové koblihy zabalené do bambusového listu). V tento den jsou do kytic vybírány kosatce šóbu a chlapci se koupají ve vodě s jejími květy. Kosatec šóbu je v Japonsku symbolem bojového ducha.